# Chaim Weizmann
(Lettera di Albert Einstein a Chaim Weizmann. Ottobre 1923)
Chaim Weizmann (Motal, 27 novembre 1874 – Rehovot, 9 novembre 1952) è stato un politico e chimico russo naturalizzato israeliano, primo presidente dello Stato di Israele.

## Carriera accademica
Dal 1900 al 1903 è stato professore di chimica, prima all'Università di Ginevra e poi, dal 1904 al 1916, a quella di Manchester. Naturalizzato cittadino britannico, assunse la carica di direttore dei laboratori dell'Ammiragliato britannico durante la prima guerra mondiale, contribuendo agli studi sugli esplosivi e inventando la cordite. Scoprì un metodo per l'estrazione di petrolio sintetico da sostanze organiche presenti in natura.

Contribuì nel 1921, assieme ad Albert Einstein, alla fondazione dell'Università Ebraica di Gerusalemme, del cui consiglio d'amministrazione entrò subito a far parte nel 1925, anno della sua inaugurazione.

## L'azione politica
Sin dal 1901 assunse la guida del Partito Sionista Generale (liberale). A Ginevra fonda la prima casa editrice sionista, Der Jüdische Verlag (L'Editrice ebraica).

Nel 1917 riuscì a strappare al ministro degli esteri britannico Arthur Balfour la dichiarazione che porta il suo nome e che riconosceva agli ebrei il diritto di creare una loro «National Home» in Palestina. Il 3 gennaio 1919 concluse con l'emiro Fayṣal (futuro sovrano iracheno) un accordo che impegnava entrambe le parti ad appoggiare le rispettive aspirazioni nazionali. L'accordo si basava sul presupposto, in seguito rivelatasi erroneo, che si sarebbe costituito un unico grande Stato arabo.
Lo slogan era: «Se nascerà un grande Stato arabo potremo lasciare la piccola Palestina agli ebrei». Quando fu chiaro che le potenze europee, in base al vecchio principio del divide et impera, non avevano alcuna intenzione di far sorgere un enorme Stato arabo, l'emiro Faysal pretese di avere anche la piccola Palestina. Anche se tale accordo non ebbe pratiche conseguenze, fu comunque il primo, e per molti anni l'unico, trattato esistente tra le parti. Dal 1920 al 1931 Weizmann guidò l'Organizzazione sionista mondiale.
Il congresso dell'Organizzazione sionista mondiale del 1931 fu l'ultimo nel quale il partito di Weizmann conquistò la maggioranza relativa, infatti nel 1933 il partito socialdemocratico Mapai, grazie alla mobilitazione delle comunità ebraiche dell'Europa orientale, composte in prevalenza da proletari, sorpassò i Sionisti Generali conquistando la maggioranza relativa. Weizmann rappresentò la parte moderata del movimento sionista appoggiando sempre il mandato britannico, ma, a causa della sua cittadinanza britannica, le sue posizioni politiche furono viste con sospetto da una parte dei leader sionisti. Fu presidente dell'Agenzia ebraica, da lui stesso fondata, dal 1929 al 1931 e poi dal 1935 al 1946.
Più volte si scontrò politicamente con il leader socialdemocratico del Mapai David Ben Gurion. Nel 1947 esortò, contro il parere di Ben Gurion, i passeggeri della nave Exodus ad interrompere lo sciopero della fame. Cercò inoltre di porre le basi di una politica di moderazione e conciliazione con i leader arabi. Nelle elezioni del 1949 il Partito Sionista Generale conquistò solamente 7 parlamentari su 120 e partecipò, quale partner di minoranza, ad un governo di centro-sinistra guidato da Ben Gurion. Nel 1948 Weizmann fu nominato capo provvisorio dello Stato di Israele e dall'anno successivo, fino alla morte, ricoprì la carica di presidente di Israele. Durante la sua presidenza cercò invano di assumere un ruolo politicamente rilevante, mal sopportando la valenza cerimoniale e simbolica della sua carica.

## L'eredità
In campo scientifico il suo maggior lascito è l'Istituto Weizmann di Rehovot, importante centro di ricerca scientifica e farmacologica di indubbia fama internazionale. Infatti, per fare un esempio, in Italia l'Istituto Weizmann è gemellato con l'Istituto di ricerche farmacologiche "Mario Negri" di Milano.
In campo politico il suo lascito è più controverso. Se è indubbio che senza la dichiarazione Balfour e l'Agenzia ebraica non sarebbe nato alcuno Stato ebraico, è anche vero che in seguito il suo atteggiamento verso le autorità mandatarie fu più restio e meno diretto.
In campo economico e sociale, seppure a distanza di anni, la sua visione di una società borghese e liberale ha prevalso sulla concezione socialista del Mapai. Nel campo della politica estera invece la sua visione di un partito della destra liberale fautore di una politica di pace e conciliazione verso i vicini arabi non si è finora realizzata.
Lo stesso partito di Weizmann nel 1973, e quindi a 21 anni di distanza dalla sua morte, formò con lo Herut di Menachem Begin una nuova formazione politica chiamata Likud, che a partire dal 1977 guidò vari governi israeliani. Il nuovo partito Kadima del premier Ehud Olmert è parso ad alcuni osservatori in parte ispirato alla medesima visione che fu di Weizmann, ma si è poi di fatto ridotto ai minimi termini a seguito delle vicende giudiziarie che hanno decretato la fine della carriera politica del suo fondatore, tanto che nelle elezioni politiche del 2013 il partito è crollato al 2,09% dei consensi, classificandosi cioè all'ultimo posto, ottenendo appena 2 seggi nella Knesset.